# Royal Tea
Royal Tea è il quattordicesimo album in studio del musicista statunitense Joe Bonamassa, pubblicato il 23 ottobre 2020.
È stato registrato a Londra presso gli storici Abbey Road Studios, e la copertina ha un aspetto vintage che ricorda l'insegna di un pub inglese o di una confezione di te. Le prime copie messe in vendita erano caratterizzate da una curiosa confezione metallica.
Il disco è stato scritto insieme a Bernie Marsden (ex chitarrista dei Whitesnake), Pete Brown (ex paroliere dei Cream) e al pianista Jools Holland.

## Tracce
1. When One Door Opens - 7:34
2. Royal Tea - 4:29
3. Why Does It Take So Long To Say Goodbye - 6:45
4. Lookout Man! - 5:31
5. High Class Girl - 4:54
6. A Conversation With Alice - 4:19
7. I Didn’t Think She Would Do it - 4:12
8. Beyond The Silence - 6:46
9. Lonely Boy - 4:06
10. Savannah - 4:36